# Lieve Blancquaert
Lieve Blancquaert, née le 21 septembre 1963 à Mont-Saint-Amand (Sint-Amandsberg), en Belgique, est une photographe, photojournaliste et réalisatrice belge. Elle est surtout connue pour ses photos documentaires dans lesquels elle traite de sujets sensibles comme le SIDA, le cancer du sein ou la vie dans les services d'urgence médicale. 

## Biographie
Lieve Blancquaert grandit dans la commune de Wetteren. Après l'enseignement secondaire, elle étudie à l'Académie royale des beaux-arts de Gand, avec, comme orientation, le cinéma et la photographie. Elle dit que la photographie est sa passion depuis l'enfance et admire particulièrement le photographe de guerre Tim Page. 
Après ses études, elle continue de vivre à Gand avec son partenaire Nic Balthazar. Ils ont une fille et un fils. 

## Reportage photo
Lieve Blancquaert travaille comme photographe indépendant pour divers magazines et journaux depuis 1985, d'abord pour le journal De Morgen puis, pour de Volkskrant, Elsevier, De Standaard Magazine, Knack et Weekend Knack. 

### Télévision
Pour la télévision, elle participe à plusieurs reprises avec Annemie Struyf à De laatste show, sur Eén, avec leur rubrique Meisjes van Veertig durant les étés 2005 et 2006.  
Puis elle obtient son propre programme, De film van mijn leven sur Canvas. Avec son équipe, elle part à la recherche de personnes ayant figuré dans des reportages anciens et raconte, avec le respect qui la caractérise, comment le temps, le hasard et le destin sont passés durant le temps écoulé et laissé leurs traces sur ses personnes et leur vie. Voorbij de grens est une autre série, pour la chaîne belge Eén, qui narre le voyage au Nicaragua de dix personnes handicapées. Ce projet a également donné lieu à un livre du même titre. 
En 2010, elle réalise, pour Eén, la série documentaire Made in Belgium, sur les Belges qui ont réalisé un rêve ou une carrière dans la gastronomie, à l'étranger. Elle s'intéresse principalement à la personne derrière les plats, le vin ou le chocolat, la rencontre, l'interroge et la photographie dans son environnement professionnel et privé.

### Birth Day,Wedding Day,Last Days
En 2013, le reportage Birth Day — des photos accompagnées d'un film — souligne, à travers les conditions de la naissance des enfants à travers le monde, les inégalités liées au lieu de naissance. 
En 2015, elle réalise, dans le même registre, Wedding Day, qui illustre les rites et circonstances du mariage dans diverses parties du monde. 
Ce reportage lui vaut plusieurs distinctions : 
- Elle remporte, en 2016, le Gold Award au WorldMediaFestival de Hambourg dans la catégorie Documentaries: Society and Social Issues[9].
- Toujours en 2016, elle est nommée dans la catégorie International Current Affairs Documentary du AIB Media Excellence Awards[10].
- En 2017, à l'occasion de la Journée internationale des droits des femmes, elle reçoit un Gender Award au Sénat de Belgique, en reconnaissance de son engagement en faveur de l'égalité entre les sexes[11].
- À l'automne 2018, la chaîne de télévision Eén, diffuse Last Day, le dernier volet de cette série documentaire qui montre comment différentes cultures abordent la vieillesse, la mort et les funérailles[12].

Après l'été 2019, elle propose le programme Circle of Life sur Eén, dans lequel elle revient sur sa trilogie des grandes étapes de la vie : la naissance, le mariage et la mort (Birth Day, Wedding day, Last Days).

### Projets en 2020
Lors de la pandémie de covid-19 en 2020, Lieve Blancquaert effectue un reportage dans le département corona de l'hôpital UZ de Gand. À travers des portraits émouvants de soignants et de malades, elle capture ce moment de stress et de fatigue et met en évidence l'engagement du personnel. Au moment du déconfinement, elle réalise pour Eén un reportage sur les premiers câlins de personnes privées pendant de longs mois de contacts physiques, Knuffels na Corona.    

## Photo publicitaire
D'abord photojournaliste, Lieve Blancquart est également une photographe publicitaire. 
Elle réalise en 2009 les photos pour la campagne Dove Pro age pour la marque du même nom. Ces photos non-retouchées de six femmes nues de plus de 45 ans sont projetées en format géant sur la façade de l'hôtel Crown Plaza, à Bruxelles.   

## Engagement social
Lieve Blancquaert est engagée dans l'action humanitaire. Elle participe à des campagnes d'Oxfam, soutient l'action de l'ONG belge Memisa qui combat la mortalité infantile et maternelle en République Démocratique du Congo et dont elle est marraine. Avec son amie Annemie Struyf, elle crée la Hope For Girls Foundation en 2005, afin de secourir les jeunes filles vulnérables au Kenya. Pour cette action, elles ont reçu le Prix du citoyen européen en 2017. 
À l'occasion de la Journée internationale des volontaires en 2017, elle accompagne une mission de Médecins sans vacances à Kinshasa à l’hôpital Saint-Joseph et réalise une série de portraits des bénévoles et du personnel de l'hôpital. 

## Publications (sélection)
- (nl) Lieve Blancquaert, Straftijd, 2006. Rassemble les témoignages de 22 personnes - du prisonnier et gardien à l'infirmière et directrice - qui partagent un peu de leur vie et de leur monde avec des gens de l'extérieur de la prison
- (nl) Lieve Blancquaert, Voorbij de Grens, Lannoo, 2008, 233p. (ISBN 9789020978162). Un voyage de trois semaines à travers le Nicaragua avec dix personnes handicapées
- (nl) Lieve Blancquaert, Wedding Day, Hannibal, 2015, 256 p.  (ISBN 9789492081537)
- (nl) Lieve Blancquaert, Birth Day, Lannoo, 2013,  (ISBN 9789020936292)
- (nl) Lieve Blancquaert, Last Days, Hannibal, 2018,  (ISBN 9789492677587)
- (nl) Bernard Dewulf, Lieve Blancquaert, Circle of life, Hannibal, 2019,  (ISBN 9789463887021)
- (nl) Dr Moustapha Hamdi , Anna Luyten, Lieve Blancquaert, Twee borsten, Globe, 2007, (ISBN 9789054669654). Reconstruction après un cancer du sein.
- (nl) Betty Mellaerts (texte), Lieve Blancquaert (photogr.), Vrouw[19], Lannoo, 2003, 237 p.  (ISBN 9789020949643). Portraits de femmes de plus de quarante ans
- (nl) Erwin Mortier, Lieve Blancquaert, Uit één vinger valt men niet, De Bezige bij, 2005, 60p. (ISBN 9789023418535). Illustration du recueil de poésie d'Erwin Mortier par des photos d'objets oubliés dans un couvent abandonné
- (nl) Annemie Struyf (texte), Lieve Blancquaert (photogr.), Mijn status is positief, Roularta, 2006. (ISBN 9789086690213). Sur le problème du  SIDA en Afrique[20]
- (nl) Annemie Struyf, Lieve Blancquaert;, Insjallah, Madame, Globe,2004,  (ISBN 9789054665151). Sur le thème des femmes et des enfants afghans[21]
- (nl) Annemie Struyf, Lieve Blancquaert, A la limite, Roularta,2006, 262 p.  (ISBN 9789054667919). Histoires et photos sur l'amour et la mort[22]

## Expositions (sélection)
- 2003 : photos du livre Vrouw à l'Abbaye Saint-Pierre de Gand, l'exposition voyage ensuite pendant trois ans en Belgique et aux Pays-Bas[23]
- 2004 : Insjallah, mevrouw - Ontmoetingen (z)onder de burka,  Fotomuseum d'Anvers [24]
- 2007 : 1 op 3 kinderen bestaat niet pour Plan International[25]
- 2013: Birth Day à l'espace ING, Bruxelles[26]
- 2016 : Naissance, Centre Amazone à Bruxelles[27],[28]
- 2019-2020 : Circle of life, Historische Huizen à Gand sous le titre Circle of life, du 20 septembre 2019 au 12 janvier 2020[29]
- 2020-2021 :Tussen ons. Over leven met een verslaving, Musée Dr Guislain, Gand[30]